# Tempel des Vespasian und des Titus

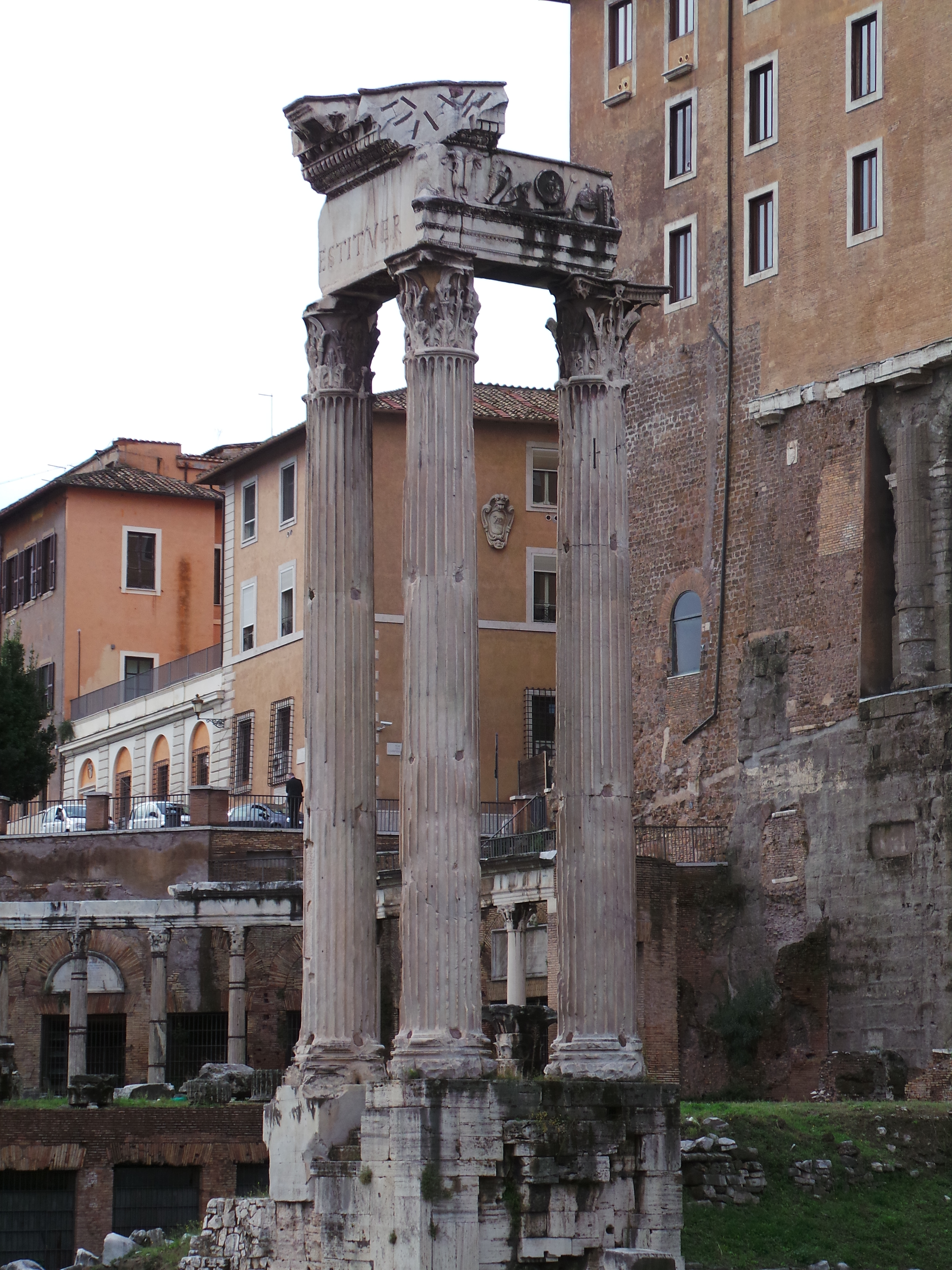
Tempel des Vespasian und des Titus

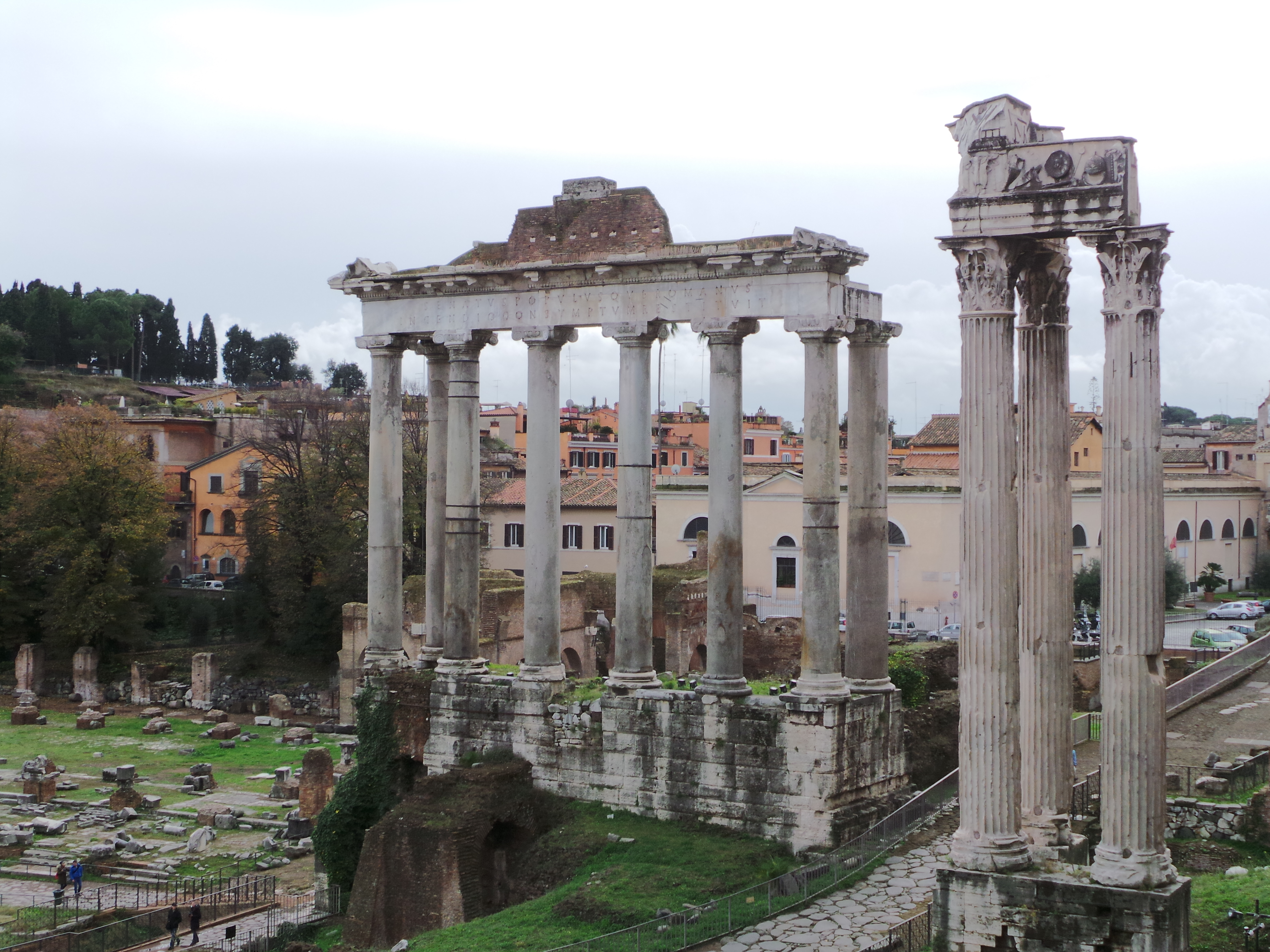
Tempel des Vespasian und des Titus, links flankiert vom Tempel des Saturn

Der Tempel des Vespasian und des Titus oder Vespasianstempel (lateinisch templum Vespasiani et Titi) war ein antiker Tempel auf dem Forum Romanum in Rom.
Die heute noch sichtbaren Reste dieses Tempels korinthischer Ordnung, drei 15,20 Meter hohe Säulen seiner Vorhalle, befinden sich unmittelbar vor dem Sockel des antiken Tabulariums. Der Bau nutzte eine schmale Lücke zwischen Concordia-Tempel und Saturn-Tempel, war nur etwa 22 Meter breit und 33 Meter lang. Zwei getrennte Kulträume dienten der Aufnahme der Statuen beider Herrscher.
Der Tempel wurde ab 79 n. Chr. unter Titus für seinen vergöttlichten Vater errichtet, aber erst unter Domitian um 87 n. Chr. geweiht, nun an Vespasian und Titus. Die ursprünglich einzeilige Inschrift nannte allerdings nur Vespasian. Die zweite Zeile verwies auf eine Erneuerung unter Septimius Severus und Caracalla. Von der Inschrift sind heute nur noch wenige Buchstaben ihres Endes erhalten; der vollständige Text ist durch den aus dem 8. Jahrhundert stammenden Reisebericht des sogenannten Anonymus einsidlensis überliefert.
Der Tempel war ein hexastyler, das heißt mit sechs Säulen an der Front versehener Prostylos. Die 1811 wieder aufgebauten Reste mit Säulen, Kapitellen und Gebälk stammen überwiegend aus severischer Zeit, Reste des Gebälks sind außerdem im Tabularium ausgestellt.